# اروین اولیک
اروین اولیک (استونیایی: Ervin Ollik; ۱۸ ژوئیهٔ ۱۹۱۵ – ۲۸ ژوئن ۱۹۹۶) بازیکن فوتبال اهل استونی بود.
از باشگاه‌هایی که در آن بازی کرده‌است می‌توان به باشگاه فوتبال تالینا کالو اشاره کرد.
وی همچنین در تیم ملی فوتبال استونی بازی کرده‌است.